# Deremius matilei
Deremius matilei là một loài bọ cánh cứng trong họ Cerambycidae.